# Hài lòng với công việc

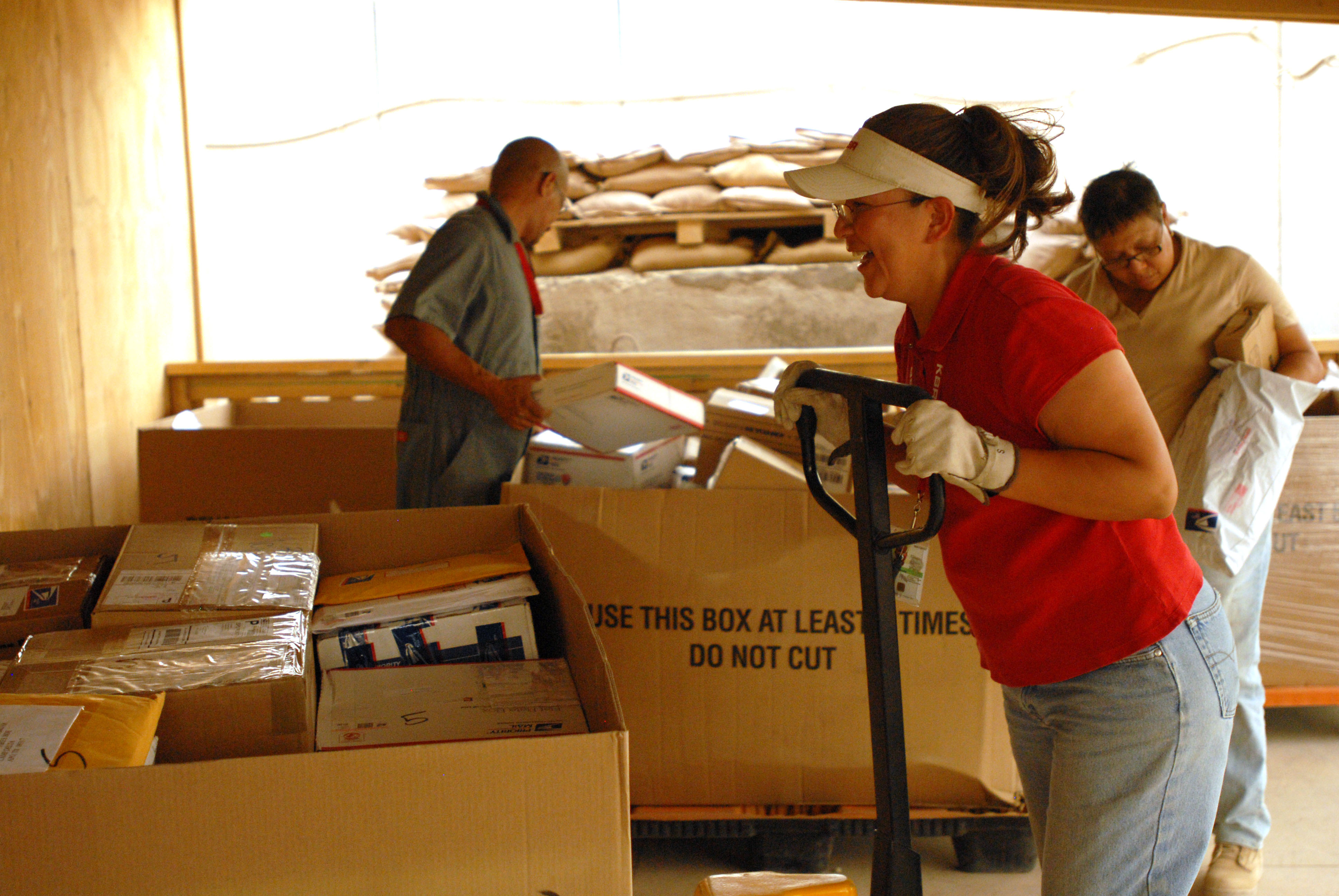
Một nhân viên bưu điện có vẻ rất vui khi cô đẩy một thùng thư.

Sự hài lòng trong công việc hoặc sự hài lòng của nhân viên là thước đo sự hài lòng của người lao động với công việc của họ, cho dù họ có thích công việc hay các khía cạnh cá nhân hay khía cạnh của công việc, như tính chất công việc hoặc giám sát. Sự hài lòng của công việc có thể được đo lường bằng nhận thức (đánh giá), tình cảm (hoặc cảm xúc) và các thành phần hành vi. Các nhà nghiên cứu cũng lưu ý rằng các biện pháp thỏa mãn công việc khác nhau ở mức độ mà họ đo lường cảm xúc về công việc (sự hài lòng trong công việc). hoặc nhận thức về công việc (nhận thức hài lòng về công việc).
Một trong những định nghĩa được sử dụng rộng rãi nhất trong nghiên cứu tổ chức là của Locke (1976), người định nghĩa sự hài lòng trong công việc là "trạng thái cảm xúc dễ chịu hoặc tích cực do đánh giá kinh nghiệm làm việc hoặc công việc của một người" (p.   1304). Những người khác đã định nghĩa nó đơn giản là sự thỏa mãn của một cá nhân với công việc của họ; cho dù anh ấy hoặc cô ấy thích công việc hay không.
Nó được đánh giá ở cả cấp độ toàn cầu (cho dù cá nhân có hài lòng với công việc nói chung hay không) hoặc ở cấp độ khía cạnh (liệu cá nhân đó có hài lòng với các khía cạnh khác nhau của công việc hay không). Spector (1997)  liệt kê 14 khía cạnh phổ biến: đánh giá cao, giao tiếp, đồng nghiệp, lợi ích bên lề, Điều kiện công việc, tính chất công việc, tổ chức, tăng trưởng cá nhân, chính sách và thủ tục, cơ hội thăng tiến, công nhận, bảo mật và giám sát.

## Đánh giá
Hulin và Judge (2003) đã lưu ý rằng sự hài lòng trong công việc bao gồm các phản ứng tâm lý đa chiều đối với công việc của một cá nhân và các phản ứng cá nhân này có nhận thức (đánh giá), tình cảm (hoặc cảm xúc) và các thành phần hành vi. Thang đo sự ưng ý của việc sự khác nhau ở độ họ định giá xúc cảm nỗi lòng về công tác hoặc nhận xét hiểu biết của công tác. Sự vừa ý trong công tác tác động là một kết cấu khinh suất thay mặt cho một xúc cảm cảm xúc cá nhân có về công tác của họ. Do đó, sự hài lòng công việc tình cảm cho các cá nhân phản ánh mức độ của niềm vui hoặc hạnh phúc công việc của họ nói chung gây ra.
Sự hài lòng trong công việc là một đánh giá khách quan và hợp lý hơn về các khía cạnh khác nhau của công việc. Sự hài lòng về công việc nhận thức có thể là một chiều nếu nó bao gồm đánh giá chỉ một khía cạnh của công việc, chẳng hạn như lương hoặc nghỉ thai sản, hoặc đa chiều nếu hai hoặc nhiều khía cạnh của công việc được đánh giá đồng thời. Sự hài lòng về công việc nhận thức không đánh giá mức độ của niềm vui hay hạnh phúc phát sinh từ các khía cạnh công việc cụ thể, mà là đánh giá mức độ mà các khía cạnh công việc đó được người giữ công việc đánh giá là thỏa đáng so với các mục tiêu mà họ đặt ra hoặc với các công việc khác. Mặc dù sự hài lòng về công việc nhận thức có thể giúp mang lại sự hài lòng trong công việc, nhưng hai cấu trúc này rất khác biệt, không nhất thiết liên quan trực tiếp và có những tiền đề và hậu quả khác nhau.
Sự hài lòng của công việc cũng có thể được nhìn thấy trong bối cảnh rộng lớn hơn của một loạt các vấn đề ảnh hưởng đến kinh nghiệm làm việc của một cá nhân hoặc chất lượng cuộc sống làm việc của họ. Sự hài lòng trong công việc có thể được hiểu theo các mối quan hệ của nó với các yếu tố chính khác, chẳng hạn như sức khỏe nói chung, căng thẳng trong công việc, kiểm soát tại nơi làm việc, giao diện công việc tại nhà và điều kiện làm việc.